# Promozione Lazio 1989-1990
Nella stagione 1989-1990 la Promozione era sesto livello del calcio italiano (il massimo livello regionale). Qui vi sono le statistiche relative al campionato in Lazio.
Il campionato è strutturato in vari gironi all'italiana su base regionale, gestiti dai Comitati Regionali di competenza. Promozioni alla categoria superiore e retrocessioni in quella inferiore non erano sempre omogenee; erano quantificate all'inizio del campionato dal Comitato Regionale secondo le direttive stabilite dalla Lega Nazionale Dilettanti, ma flessibili, in relazione al numero delle società retrocesse dal Campionato Interregionale e perciò, a seconda delle varie situazioni regionali, la fine del campionato poteva avere degli spareggi sia di promozione che di retrocessione.

## Girone A

### Classifica finale
|  | Pos. | Squadra                               | Pt | G  | V  | N  | P  | GF | GS | DR  |
|  | ---- | ------------------------------------- | -- | -- | -- | -- | -- | -- | -- | --- |
|  | 1.   | A.S. Casalotti, Roma                  | 44 | 30 | 19 | 6  | 5  | 59 | 18 | +41 |
|  | 2.   | F.C. Prati IV Miglio, Roma            | 41 | 30 | 14 | 13 | 3  | 37 | 20 | +17 |
|  | 3.   | U.S. Ladispoli, Ladispoli             | 40 | 30 | 16 | 8  | 6  | 45 | 24 | +21 |
|  | 4.   | Pol. Fregene, Fregene                 | 36 | 30 | 13 | 10 | 7  | 37 | 23 | +14 |
|  | 5.   | C.R.A.L. Az.Agr. Maccarese, Maccarese | 35 | 30 | 12 | 11 | 7  | 37 | 28 | +9  |
|  | 6.   | A.Pol Olimpia Campo dei Fiori, Roma   | 33 | 30 | 12 | 9  | 9  | 38 | 31 | +7  |
|  | 7.   | G.S. Romana Gas, Roma                 | 30 | 30 | 10 | 10 | 10 | 39 | 38 | +1  |
|  | 8.   | G.S. Tanas Primavalle, Roma           | 28 | 30 | 8  | 12 | 10 | 32 | 34 | -2  |
|  | 9.   | A.S. Trevignano, Trevignano Romano    | 28 | 30 | 7  | 14 | 9  | 29 | 39 | -10 |
|  | 10.  | U.S. Aureliana, Roma                  | 27 | 30 | 8  | 11 | 11 | 39 | 43 | -4  |
|  | 11.  | G.S. Fiumicino, Fiumicino             | 27 | 30 | 7  | 13 | 10 | 22 | 35 | -13 |
|  | 12.  | A.S. Tuscania, Tuscania               | 25 | 30 | 8  | 9  | 13 | 26 | 34 | -8  |
|  | 13.  | S.P. Maremmana, Montalto di Castro    | 25 | 30 | 9  | 7  | 14 | 34 | 52 | -18 |
|  | 14.  | S.S. Trastevere, Roma                 | 24 | 30 | 7  | 10 | 13 | 26 | 40 | -14 |
|  | 15.  | A.S. Cerveteri, Cerveteri             | 22 | 30 | 5  | 12 | 13 | 19 | 35 | -16 |
|  | 16.  | Pintauto Acilia, Roma                 | 15 | 30 | 3  | 9  | 18 | 18 | 43 | -25 |

- Ladispoli promosso per ripescaggio.

## Girone B

### Classifica finale
|  | Pos. | Squadra                                        | Pt | G  | V  | N  | P  | GF | GS | DR  |
|  | ---- | ---------------------------------------------- | -- | -- | -- | -- | -- | -- | -- | --- |
|  | 1.   | A.S. Spes Montesacro, Roma                     | 43 | 30 | 15 | 13 | 2  | 45 | 16 | +29 |
|  | 2.   | G.S. La Rustica N.T.S., Roma                   | 42 | 30 | 15 | 12 | 3  | 25 | 12 | +13 |
|  | 3.   | Pol. Villalba Ocres Moca, Villalba di Guidonia | 37 | 30 | 13 | 11 | 6  | 38 | 22 | +16 |
|  | 4.   | A.S. Vis Subiaco, Subiaco                      | 37 | 30 | 14 | 9  | 7  | 31 | 19 | +12 |
|  | 5.   | A.C. Guidonia, Guidonia Montecelio             | 35 | 30 | 11 | 12 | 7  | 30 | 24 | +6  |
|  | 6.   | Amatori B.N.L., Roma                           | 30 | 30 | 10 | 10 | 10 | 30 | 36 | -6  |
|  | 7.   | Pol. Monterotondo, Monterotondo                | 29 | 30 | 8  | 13 | 9  | 29 | 29 | 0   |
|  | 8.   | Nuova Formello, Roma                           | 28 | 30 | 8  | 12 | 10 | 23 | 24 | -1  |
|  | 9.   | G.S. Montecompatri, Monte Compatri             | 28 | 30 | 9  | 10 | 11 | 28 | 30 | -2  |
|  | 10.  | Montelibretti Calcio, Montelibretti            | 28 | 30 | 10 | 8  | 12 | 27 | 33 | -6  |
|  | 11.  | U.S. Passo Corese, Fara Sabina                 | 27 | 30 | 9  | 9  | 12 | 23 | 28 | -5  |
|  | 12.  | Pol. Alba Rieti, Rieti                         | 26 | 30 | 9  | 8  | 13 | 26 | 36 | -10 |
|  | 13.  | U.S. Zagarolo Guazzolino M., Zagarolo          | 26 | 30 | 7  | 12 | 11 | 20 | 30 | -10 |
|  | 14.  | A.S. Castelchiodato, Castelchidato             | 25 | 30 | 8  | 9  | 13 | 31 | 35 | -4  |
|  | 15.  | S.S. Santa Lucia, Santa Lucia di Mentana       | 20 | 30 | 4  | 12 | 14 | 26 | 41 | -15 |
|  | 16.  | U.S. Montopoli, Montopoli di Sabina            | 19 | 30 | 4  | 11 | 15 | 28 | 45 | -17 |

## Girone C

### Classifica finale
|  | Pos. | Squadra                                     | Pt | G  | V  | N  | P  | GF | GS | DR  |
|  | ---- | ------------------------------------------- | -- | -- | -- | -- | -- | -- | -- | --- |
|  | 1.   | A.S. Marino, Marino                         | 49 | 30 | 23 | 4  | 3  | 58 | 13 | +45 |
|  | 2.   | A.S. Anzio, Anzio                           | 47 | 30 | 21 | 5  | 4  | 49 | 14 | +35 |
|  | 3.   | A.C. Lavinio, Lavinio                       | 37 | 30 | 14 | 9  | 7  | 37 | 21 | +16 |
|  | 4.   | Sporting Pontecorvo, Pontecorvo             | 36 | 30 | 13 | 10 | 7  | 32 | 15 | +17 |
|  | 5.   | S.S. San Giorgio a Liri, San Giorgio a Liri | 35 | 30 | 12 | 11 | 7  | 31 | 22 | +9  |
|  | 6.   | U.C. Macir Cisterna, Cisterna di Latina     | 32 | 30 | 9  | 14 | 7  | 22 | 21 | +1  |
|  | 7.   | A.S. Stella Azzurra Porrino, Porrino        | 31 | 30 | 8  | 15 | 7  | 28 | 30 | -2  |
|  | 8.   | A.C. Anitrella, Anitrella                   | 30 | 30 | 6  | 18 | 6  | 20 | 16 | +4  |
|  | 9.   | Pol. Albano                                 | 28 | 30 | 8  | 12 | 10 | 23 | 27 | -4  |
|  | 10.  | S.S. Colleferro, Colleferro                 | 27 | 30 | 9  | 9  | 12 | 25 | 31 | -6  |
|  | 11.  | Sant'Angelo in Theodice                     | 24 | 30 | 7  | 11 | 12 | 20 | 39 | -19 |
|  | 12.  | U.S. Nuova Pomezia Calcio, Pomezia          | 23 | 30 | 6  | 11 | 13 | 24 | 36 | -12 |
|  | 13.  | U.S. Arce, Arce                             | 23 | 30 | 6  | 11 | 13 | 20 | 32 | -12 |
|  | 14.  | A.S. Pontinia, Pontinia                     | 20 | 30 | 5  | 10 | 15 | 19 | 37 | -18 |
|  | 15.  | F.C. Fiuggi, Fiuggi                         | 16 | 30 | 6  | 6  | 18 | 20 | 42 | -22 |
|  | 16.  | Pol. Gaeta, Gaeta                           | 14 | 30 | 3  | 8  | 19 | 14 | 52 | -38 |

- Marino 1 punto di penalizzazione e non è ammesso in Interregionale.
- Anzio promosso per ripescaggio.
- Sant'Angelo in Theodice 1 punto di penalizzazione.
- Fiuggi 2 punti di penalizzazione.